# Le diable dans la peau
Le diable dans la peau è un film del 2011 diretto da Gilles Martinerie.

## Trama
Xavier e Jacques sono due fratelli che vivono in campagna. Quando vengono a sapere che il più piccolo sarà mandato in una scuola per bambini con bisogni speciali, i due decidono di scappare di casa.